# 大灣 (臺南市永康區)
大灣是臺灣臺南市永康區的一處地名，位在永康區東南一帶:140。廣義的大灣範圍涵蓋今天的大灣里、東灣里、西灣里、南灣里、北灣里與崑山里，狹義的大灣則指大灣里:136，本條目主要介紹的是廣義的大灣。大灣地區有機械、電器、電線、服裝、製鞋與食品等廠。與台南市區之間有崑山科技大學，區內又有大灣高中，故相當接近文教區。整體地勢平坦，交通方便，北通西勢地區，南可通太子地區。
過去大灣一帶是原住民西拉雅族居住地，日治時期進行的戶口調查顯示大灣仍有「熟蕃」居民居住，境內也有「番仔寮」的地名:136。
大灣地區的境主廟為大灣廣護宮（舊稱王公廟），建於永曆卅三年（1679年），祀東晉名將謝安。傳說謝安的神主牌，是其後代隨著鄭成功抵台的時候，一併移來台灣落腳的。

## 地名由來
關於大灣地名的由來，當地耆老多認為是因為過去從大灣到府城有一段很大的彎道，故稱「大彎」，後改今名:138。學者石萬壽《永康鄉志》認為原本在一鯤鯓、下林一帶活動的臺灣社（大員社、臺窩灣社）搬離原居地後，來到鯽魚潭東側居住，後來因「臺灣」一詞變成指稱全島的地名，該地地名因而改稱「大灣」:138。但該說法為陳宏田與楊森富所質疑，陳宏田懷疑大灣過去是否曾有「臺灣社」，楊森富則認為「大灣」與「臺窩灣」音近，但不宜混為一談:138。此有也有認為是因為該地緊鄰鯽魚潭的地理形勢而來:138。

## 沿革
在1644年的〈赤崁地區農地與道路圖中〉，鯽魚潭東側已經繪有農地與農舍，並有通往普羅民遮城一帶的街道:136。明鄭時期有謝、李、鄭等姓氏的居民遷入，向原住民租地耕種:137。而在行政區劃上，則劃入天興縣長興里，清朝統治時長興里分割，大灣地區劃歸長興上里:137。清朝統治初期大灣一帶已是重要聚落，並設有大灣塘駐守:138。林爽文事件時（1786年），知府楊廷理曾與林爽文勢力的部隊在此交戰:139、140。
日治時期大灣一帶隸屬臺南縣臺南辨務署（1897年），後來改歸臺南廳直轄（1910年）。1920年實施州廳制後，該地成為臺南州新豐郡永康庄大灣大字。二次大戰後，因為大灣人口眾多，分成五個村，1982年南灣村再分出崑山村。1993年永康鄉升格永康市，六個村因而改為里。

## 角頭氏族
大灣六里除了崑山里一帶是昔日鯽魚潭浮覆後所形成的新生地，其他五里都有世居大姓:140、141
| 里名   | 姓氏 | 聚落           |
| ------ | ---- | -------------- |
| 大灣里 | 謝姓 | 南爿謝、北爿謝 |
| 大灣里 | 汪姓 | 汪厝           |
| 大灣里 | 陳姓 | 廟北陳厝       |
| 北灣里 | 鄭姓 | 姓鄭仔         |
| 北灣里 | 王姓 | 王厝           |
| 北灣里 | 黃姓 | 黃厝           |
| 東灣里 | 李姓 | 後壁李         |
| 東灣里 | 楊姓 | 巷口楊         |
| 東灣里 | 陳姓 | 廟南陳厝       |
| 南灣里 | 劉姓 | 劉厝           |
| 南灣里 | 楊姓 | 潭前楊         |
| 南灣里 | 陳姓 | 陳厝           |
| 西灣里 | 李姓 | 頭前李         |
| 西灣里 | 顏姓 | 顏厝           |

## 公車路線

### 大台南公車
| 編號 | 經營業者 | 起站           | 行經                         | 迄站           | 備註                                             |
| ---- | -------- | -------------- | ---------------------------- | -------------- | ------------------------------------------------ |
| 2    | 府城客運 | 崑山科大       | 台南火車站                   | 安平白鷺灣社區 | 部分班次延駛三鯤鯓、四草 部分班次繞駛復華里      |
| 19   | 巨業交通 | 原住民文化會館 | 台南火車站、崑山科大、大灣   | 大灣高中       | 平日部分班次延駛臺南海事                         |
| 20   | 巨業交通 | 仁德轉運站     | 崑山科大、大灣、永康火車站   | 安南醫院       |                                                  |
| 綠17 | 興南客運 | 安平工業區     | 台南火車站、大灣             | 新化           | 每週二、五開航日部分班次繞駛安平港旅服中心       |
| 紅2  | 興南客運 | 臺南轉運站     | 大灣、仁德、上崙仔           | 關廟轉運站     | 首班延駛西門健康立體停車場 07:05發車繞駛中華醫大 |
| 紅10 | 興南客運 | 關廟轉運站     | 歸仁、仁德、大灣、永康火車站 | 奇美醫院       | 部分班次繞駛烏竹里、大灣高中                     |